# 쿠일루주
쿠일루주(프랑스어: Kouilou)는 콩고 공화국 서부에 위치한 주로, 주도는 푸앵트누아르이며 면적은 13,694km2, 인구는 806,670명(2007년 기준)인데 이 중 724,527명은 주도 푸앵트누아르에 거주한다. 서쪽으로는 니아리 주와 대서양, 남쪽으로는 앙골라 카빈다주, 북쪽으로는 가봉과 인접해 있으며 4개 구(카카모에카 구, 마딩고카예스 구, 음부티, 푸앵트누아르 구)를 관할한다.